# 什什基夫齊 (戈羅多克區)
49°16′42″N 26°29′42″E / 49.27833°N 26.49500°E
希什基夫齊（烏克蘭語：Шишківці）是位於烏克蘭西部的村莊，由赫梅利尼茨基州裡赫梅利尼茨基區的霍羅多克市鎮負責管轄。該村始建於1494年，面積0.95平方公里，海拔高度285米，2001年人口283。